# Марк Понтий Лелиан
Марк По́нтий Лелиа́н (лат. Marcus Pontius Laelianus) — римский политический деятель второй половины II века.
По всей видимости, Лелиан происходил из Бетерр, что в Нарбонской Галлии. Его отцом был консул-суффект 144 года и военачальник Марк Понтий Лелиан Ларций Сабин. В 163 году Лелиан занимал должность ординарного консула вместе с Авлом Юнием Пастором. Затем, в 166/167 году он был легатом пропретором Нижней Мёзии.